# Friedrich Konrad Beilstein
Friedrich Konrad Beilstein (Фёдор Фёдорович Бейльштейн/ Fiodor Fiodorovitch Beilstein), né le 5 février 1838 à Saint-Pétersbourg où il est mort le 5 octobre 1906, est un chimiste russe-allemand.

## Biographie
Friedrich Konrad Beilstein est l'ainé d'une famille de sept enfants dont les parents, Karl Friedrich Beilstein et Katharina Margarete Rutsch, étaient originaires d'Allemagne et avaient repris à Saint-Pétersbourg l'atelier de tailleur de son oncle, Konrad Rutsch. Il est élève à la Sankt Petri Schule de la capitale impériale.
À l'âge de 15 ans, il part pour l'Allemagne où il étudie la chimie notamment auprès de Robert Wilhelm Bunsen et de Friedrich August Kekulé à l'université de Heidelberg, de Justus von Liebig à l'université de Munich et de Friedrich Wöhler à l'université de Göttingen, où il passe son doctorat avec un mémoire sur la murexide.
Après un séjour d'étude à la Sorbonne à Paris auprès de Charles Friedel et de Charles Adolphe Wurtz et un séjour à l'université de Breslau auprès de Carl Jacob Löwig, Beilstein devient Dozent (maître de conférences) en 1860, puis professeur extraordinaire en 1865 à l'université de Göttingen. Il succède en 1866 à Dmitri Mendeleïev à l'institut de technologie de Saint-Pétersbourg. Il prend plus tard la nationalité russe. Il abandonne son poste de professeur en 1896 du fait de son âge.
Il est élu membre de l'Académie des sciences de Saint-Pétersbourg en 1883.

## Principaux travaux
Le domaine de recherche de Beilstein était principalement orienté sur les composés aromatiques. Ainsi il trouva par exemple en 1896 pour la chloration du toluène une règle importante qui affirme que l'halogénation des alkylbenzènes à chaud a lieu principalement sur la chaîne alkyle (par exemple le chlorure de benzyle), tandis qu’à froid ou bien en présence de catalyseur (par exemple de l'iode) l'halogénation a lieu sur le groupement benzène.
Belstein fut le fondateur et le premier éditeur du Handbuchs der Organischen Chemie (première édition en 1881), qui sous le nom de Belstein est encore une référence aujourd'hui. Quand Stanley Miller a effectué dans les années 1950 sa célèbre expérience sur l'atmosphère primitive et qu'on lui demandait ce qu'il avait obtenu après les décharges électriques, il a répondu "Le Belstein".
Un test de détection des composés halogénés organiques porte son nom, le test de Beilstein.